# Vivien Thomas

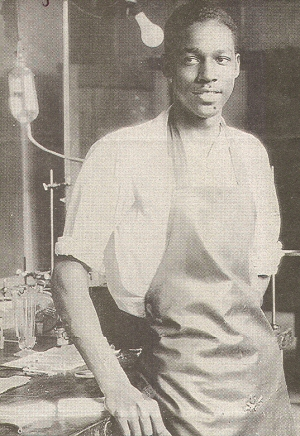
Vivien Thomas w laboratorium

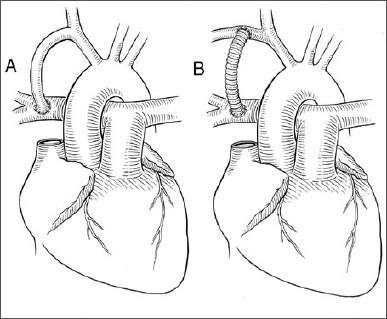
Schemat operacji Blalock-Taussig – połączenie prawej tętnicy podobojczykowej z prawą tętnicą płucną. A – pierwotne bezpośrednie połączenie. B – połączenie zmodyfikowane z użyciem protezy naczyniowej.

Vivien Theodore Thomas (ur. 29 sierpnia 1910 w New Iberia, Luizjana, zm. 26 listopada 1985) – afroamerykański technik chirurgiczny. Mimo że nie miał fachowego, uniwersyteckiego wykształcenia medycznego, zaliczany jest do pionierów kardiochirurgii, który opracował wiele technik operacji serca, a także uczył przyszłych kardiochirurgów.

## Życiorys
Po ukończeniu szkoły średniej pracował jako sanitariusz w szpitalu, żeby zebrać pieniądze na studia medyczne. W 1929 nastąpił krach na giełdzie, w wyniku którego stracił wszystkie swoje oszczędności, co przekreśliło jego plany odnośnie studiów.
W 1930 Thomas rozpoczął pracę jako asystent laboratoryjny Alfreda Blalocka na Uniwersytecie Vanderbilta. Blalock szybko docenił jego niezwykłe uzdolnienia i coraz bardziej polegał na nim w laboratorium. Kiedy zaproponowano mu stanowisko w szpitalu Henry’ego Forda w Detroit, Blalock nalegał na zabranie Thomasa ze sobą. Szpital odmówił jednak jego zatrudnienia ze względu na jego rasę, więc Blalock odrzucił tę propozycję. Obaj przenieśli się na Uniwersytet Johnsa Hopkinsa w Baltimore w stanie Maryland w 1941.
W latach 40. Thomas opracował doświadczalnie na zwierzętach metody chirurgiczne, wykorzystane do leczenia tzw. syndromu blue baby (dziś znany pod nazwą tetralogia Fallota). Thomas odtworzył wadę w psich sercach, a następnie przetestował swoją procedurę. Razem z Blalockiem oraz dr Helen Taussig był współautorem tzw. zespolenia Blalock-Taussig (jako czarnoskóry technik Thomas nie mógł liczyć na umieszczenie jego nazwiska w nazwie operacji), które przez zespolenie tętnicy podobojczykowej z tętnicą płucną umożliwiło lepsze utlenowanie krwi w wadach siniczych. Pierwszy raz operację na dziecku wykonano 24 listopada 1944 z Thomasem za plecami Blalocka, który instruował operatora.
Wśród technik opracowanych przez niego w latach 40. znajdowała się metoda wytworzenia sztucznego ubytku w przegrodzie przedsionków bez użycia aparatury do krążenia pozaustrojowego. Z jego doświadczeń skorzystali C. Rollins Hanlon i Alfred Blalock, kreując metodę procedury paliatywnej zwiększającej mieszanie się krwi na poziomie przedsionków (operacja Blalock-Hanlon) u chorych z przełożeniem wielkich naczyń. Pracował na stanowisku kierownika laboratoriów chirurgicznych na Uniwersytecie Hopkinsa przez 35 lat. Z jego porad i pokazowych operacji na zwierzętach korzystały takie przyszłe sławy, jak Denton Cooley, Frank Spencer i Rowena Spencer. Z powodu braku oficjalnego stopnia medycznego (ukończenia medycyny) nigdy nie pozwolono mu operować żywego pacjenta.

## Uznanie
Początkowo był źle opłacany, ale po negocjacjach Blalocka został najlepiej opłacanym asystentem laboratoryjnym w szpitalu. W 1968 przeszkoleni przez niego chirurdzy, którzy następnie zostali szefami oddziałów chirurgicznych w całej Ameryce, zlecili namalowanie jego portretu (autorstwa Boba Gee) i zorganizowali zawieszenie go obok Blalocka w holu budynku Alfred Blalock Clinical Sciences Building.
W 1976 otrzymał od tejże uczelni tytuł doktora honoris causa oraz stanowisko instruktora chirurgii uniwersyteckiej szkoły medycznej. Thomas, ukończywszy jedynie szkołę średnią, stał się w czasach rasizmu pionierem kardiochirurgii oraz nauczycielem technik operacyjnych stosowanych na całym świecie.
Napisał autobiografię: Pionierskie badania w dziedzinie wstrząsu chirurgicznego i chirurgii sercowo-naczyniowej. Vivien Thomas i jego praca z Alfredem Blalockiem, która ukazała się kilka dni po jego śmierci z powodu raka trzustki.
Historia Thomasa stała się znana w 1989 po artykule Katie McCabe w jednej z waszyngtońskich gazet pt. Like something the Lord made. Relacja Katie McCabe o czarnym stolarzu, który został asystentem laboratoryjnym, którego praca z białym chirurgiem Alfredem Blalockiem zrewolucjonizowała dziedzinę chirurgii serca i przeciwstawiła się prawom epoki segregacji.
W lipcu 2005, Johns Hopkins School of Medicine wydział medyczny Uniwersytetu Hopkinsa rozpoczął praktykę dzielenia przyjeżdżających studentów pierwszego roku na cztery grupy – kolegia, a każda nazwana została imieniem słynnych członków wydziału Hopkinsa, którzy wywarli znaczący wpływ na historię medycyny. Thomas został wybrany jako jeden z czterech, wraz z Helen Taussig, Florence Sabin i Danielem Nathans’em.
W filmie Something the Lord Made wyprodukowanym przez HBO w 2004, przedstawiającym historię jego życia, postać Viviena Thomasa zagrał Mos Def.